# US Open 2016 (tennis)
De 136e editie van het US Open werd gespeeld van 29 augustus tot en met 11 september 2016. Voor de vrouwen was dit de 130e editie van het Amerikaanse hardcourttoernooi. Het toernooi werd gespeeld in het USTA Billie Jean King National Tennis Center in de Amerikaanse stad New York.

## Toernooisamenvatting
Titelhoudster bij het vrouwenenkelspel, Flavia Pennetta, had haar carrière beëindigd – er was dus geen titelverdedigster. De als eerste geplaatste Serena Williams werd, evenals het jaar ervoor, in de halve finale uitgeschakeld – dit keer door het tiende reekshoofd, Karolína Plíšková. Williams' poging om Steffi Graf te overstijgen qua aantal enkelspelgrandslamtitels (22) werd hierdoor de pas afgesneden. In de eindstrijd moest de Tsjechische haar meerdere erkennen in de als tweede geplaatste Angelique Kerber, die al voor aanvang van de finale zeker was van de eerste plaats op de wereldranglijst per maandag 12 september 2016.
Bij het mannenenkelspel was de Serviër Novak Đoković de titelverdediger, en als eerste geplaatst. Hij had een gemakkelijke weg naar de finale: een walk-over in de tweede ronde, en opgevende tegenstanders in de derde ronde en in de kwartfinale. In de eindstrijd moest de Serviër evenwel de duimen leggen voor Stanislas Wawrinka van wie hij al sinds Roland Garros 2015 niet meer had verloren.
Het vrouwendubbelspel werd in 2015 gewonnen door Martina Hingis en Sania Mirza. Dit duo ging kort voor dit toernooi uit elkaar. Hingis speelde samen met Coco Vandeweghe en Mirza met Barbora Strýcová. Beide titelverdedigsters werden al vóór de finale uitgeschakeld, door de als eerste geplaatste Caroline Garcia en Kristina Mladenovic. De Françaises verloren de eindstrijd van Bethanie Mattek-Sands en Lucie Šafářová, die daarmee hun derde grandslamtitel wonnen.
Bij de mannen waren de Fransen Pierre-Hugues Herbert en Nicolas Mahut de titelverdedigers, en het eerste reekshoofd. Zij bereikten de halve finale. De strijd om de titel werd gewonnen door Jamie Murray en Bruno Soares, die in twee sets afrekenden met de Spanjaarden Pablo Carreño Busta en Guillermo García López.
Het gemengd dubbelspel werd in 2015 gewonnen door Martina Hingis en Leander Paes. Zij waren met een wildcard voor het toernooi uitgenodigd, maar kwamen niet verder dan de tweede ronde. In de finale wonnen Laura Siegemund en Mate Pavić van het Amerikaanse team Coco Vandeweghe / Rajeev Ram.

## Toernooikalender
| US Open            | augustus 2016 | augustus 2016 | augustus 2016 | september 2016 | september 2016 | september 2016 | september 2016 | september 2016 | september 2016 | september 2016 | september 2016 | september 2016 | september 2016 | september 2016 | september 2016 | september 2016 |
| US Open            | maa 29        | din 30        | woe 31        | don 1          | vrĳ 2          | vrĳ 2          | zat 3          | zon 4          | maa 5          | din 6          | woe 7          | woe 7          | don 8          | vrĳ 9          | zat 10         | zon 11         |
| ------------------ | ------------- | ------------- | ------------- | -------------- | -------------- | -------------- | -------------- | -------------- | -------------- | -------------- | -------------- | -------------- | -------------- | -------------- | -------------- | -------------- |
| vrouwenenkelspel   | 1e ronde      | 1e ronde      | 2e ronde      | 2e ronde       | 3e ronde       | 3e ronde       | 3e ronde       | 4e ronde       | 4e ronde       | kwartfinale    | kwartfinale    | kwartfinale    | halve finale   |                | finale         |                |
| mannenenkelspel    | 1e ronde      | 1e ronde      | 2e ronde      | 2e ronde       | 3e ronde       | 3e ronde       | 3e ronde       | 4e ronde       | 4e ronde       | kwartfinale    | kwartfinale    | kwartfinale    |                | halve finale   |                | finale         |
| vrouwendubbelspel  |               |               | 1e ronde      | 1e ronde       | 2e ronde       | 2e ronde       | 2e ronde       | 3e ronde       | 3e ronde       | kwartfinale    | kwartfinale    | halve finale   | halve finale   |                |                | finale         |
| mannendubbelspel   |               |               | 1e ronde      | 1e ronde       | 1e ronde       | 2e ronde       | 2e ronde       | 3e ronde       | 3e ronde       | kwartfinale    | kwartfinale    | kwartfinale    | halve finale   |                | finale         |                |
| gemengd dubbelspel |               |               | 1e ronde      | 1e ronde       | 1e ronde       | 1e ronde       | 2e ronde       | 2e ronde       | kwartfinale    | kwartfinale    | halve finale   | halve finale   |                | finale         |                |                |

## Belangrijkste uitslagen
Vrouwenenkelspel

Finale: Angelique Kerber (Duitsland) won van Karolína Plíšková (Tsjechië) met 6-3, 4-6, 6-4
Mannenenkelspel

Finale: Stanislas Wawrinka (Zwitserland) won van Novak Đoković (Servië) met 6-7, 6-4, 7-5, 6-3
Vrouwendubbelspel

Finale: Bethanie Mattek-Sands (VS) en Lucie Šafářová (Tsjechië) wonnen van Caroline Garcia (Frankrijk) en Kristina Mladenovic (Frankrijk) met 2-6, 7-6, 6-4
Mannendubbelspel

Finale: Jamie Murray (Schotland) en Bruno Soares (Brazilië) wonnen van Pablo Carreño Busta (Spanje) en Guillermo García López (Spanje) met 6-2, 6-3
Gemengd dubbelspel

Finale: Laura Siegemund (Duitsland) en Mate Pavić (Kroatië) wonnen van Coco Vandeweghe (VS) en Rajeev Ram (VS) met 6-4, 6-4
Meisjes enkelspel

Finale: Kayla Day (VS) won van Viktória Kužmová (Slowakije) met 6-3, 6-2
Meisjes dubbelspel

Finale: Jada Hart (VS) en Ena Shibahara (VS) wonnen van Kayla Day (VS) en Caroline Dolehide (VS) met 4-6, 6-2, [13-11]
Jongens enkelspel

Finale: Félix Auger-Aliassime (Canada) won van Miomir Kecmanović (Servië) met 6-3, 6-0
Jongens dubbelspel

Finale: Juan Carlos Aguilar (Bolivia) en Felipe Meligeni Alves  (Brazilië) wonnen van Félix Auger-Aliassime (Canada) en Benjamin Sigouin (Canada) met 6-3, 7-6